# Cầu cổ Kampong Kdei
Kompong Kdei (ស្ពានកំពង់ក្ដី, phiên âm tiếng Việt: Cầm -pông- Kơ- Đây), còn gọi là cầu Spean Praptos (tiếng Khmer: ស្ពានព្រះទិស), là một cây cầu cổ có số tuổi gần 1000 năm, nằm trên quốc lộ số 6, con đường huyết mạch dẫn vào thành phố Xiêm Riệp - cố đô của vương quốc Angkor xưa và trên đường từ Angkor đến Phnom Chisor (huyện Samraŏng). Cây cầu được xây dựng trong thế kỷ 12 dưới thời vua Jayavarman VII.
Cầu từng là cầu vòm bằng đá có rạn ráp dài nhất thế giới, với hơn hai mươi vòm hẹp trải rộng 285 ft (87m). Cầu là di tích không thể bỏ qua của du khách khi đến tham quan cố đô Siêm Riệp.

## Miêu tả

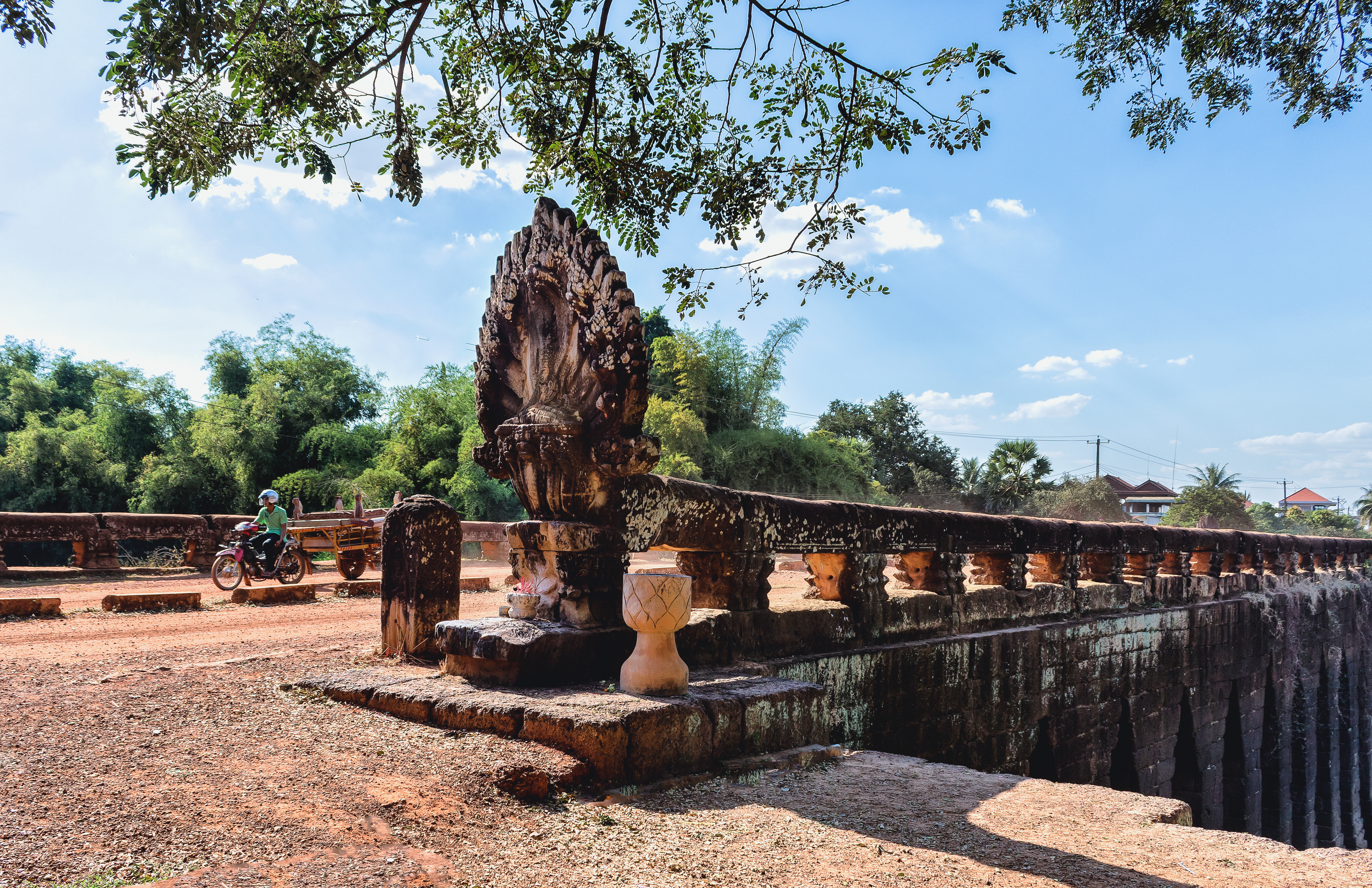
Cầu Kampong Kdei

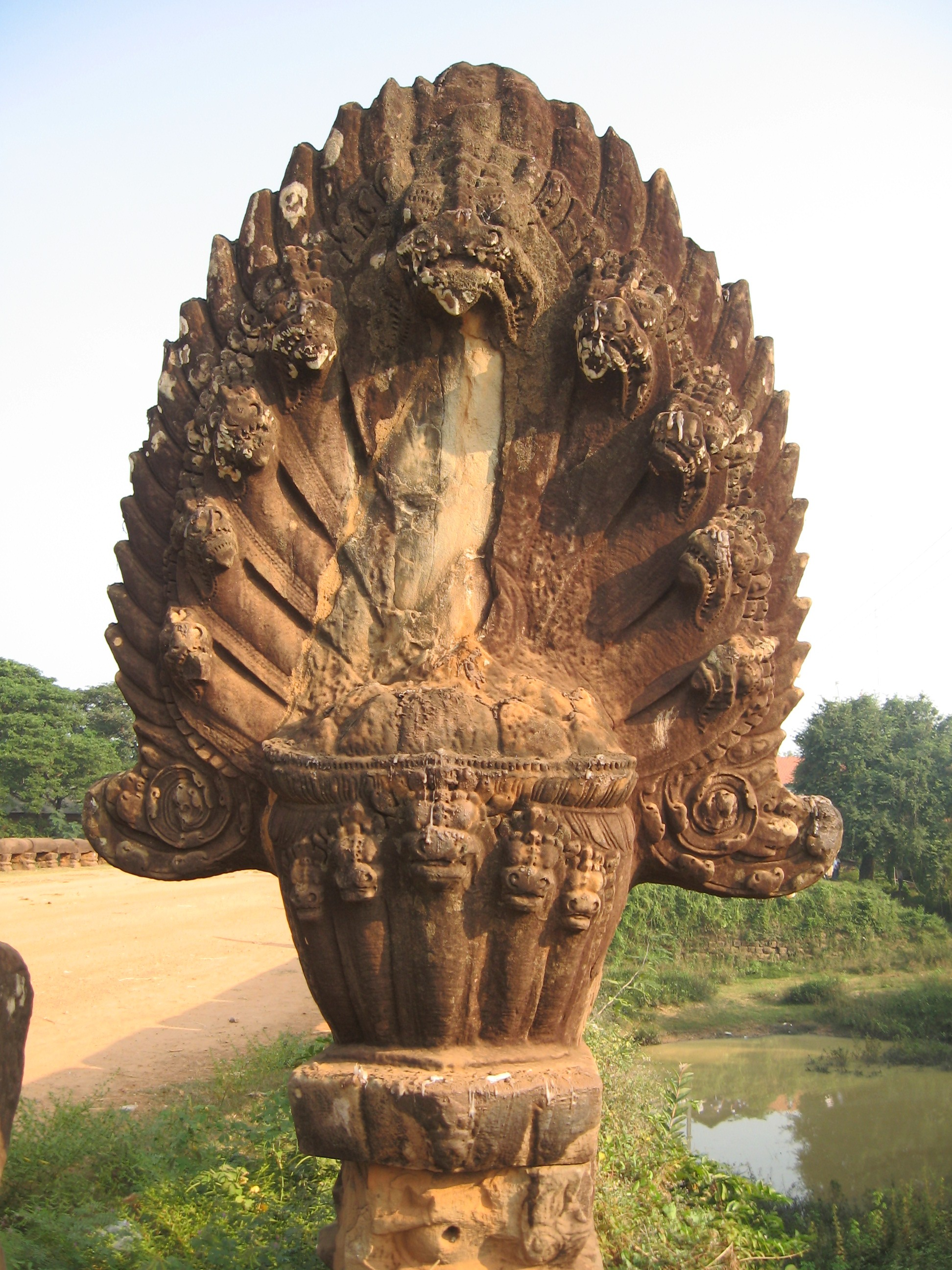
Rắn thần Naga ở 2 đầu cầu

Nằm trên quốc lộ số 6 trên đường vào cố đô Xiêm Riệp, cây cầu vẫn sừng sững qua bao nhiêu năm tháng dù nó được xây dựng từ thế kỷ 12 (1186) dưới thời vua Chayravaman VII.
Cầu dài khoảng 85 mét, cao 14 mét, mặt cầu rộng chừng 14 mét. Cầu làm kiểu vòm với rất nhiều trụ bằng đá ong. Kiến trúc cầu tương tự những chiếc cầu vòm bằng đá do người La Mã xây ở Châu Âu. 
Ở hai đầu cầu có tượng rắn thần Naga 7 đầu khá linh thiêng được người dân tôn thờ như thần thánh, thân cầu cũng mang dáng dấp thân hình của rắn thần này. 
Nhằm mục đích bảo tồn cây cầu nên khi cho xây dựng lại quốc lộ số 6, người ta đã làm một con đường tránh để không cho xe tải nặng qua cầu nữa.

## Giá trị
Du khách khi tham quan cầu cổ rất thán phục người dân Campuchia xưa làm cách nào để xây dựng một cây cầu tuyệt vời về nghệ thuật lẫn kiến trúc mà sau 1000 năm vẫn không hề bị hư hại. Cây cầu vẫn không hề già nua, nó vẫn làm tốt vai trò của nó suốt một ngàn năm và giờ đây nó là điểm tham quan du lịch không thể bỏ qua trên đường tham quan Angkor Wat.
Cây cầu cổ này hiện được in trên tờ tiền Campuchia mệnh giá 5.000 Riel.
Cầu có 22 nhịp, được xây hoàn toàn bằng đá ong, không có chất kết dính

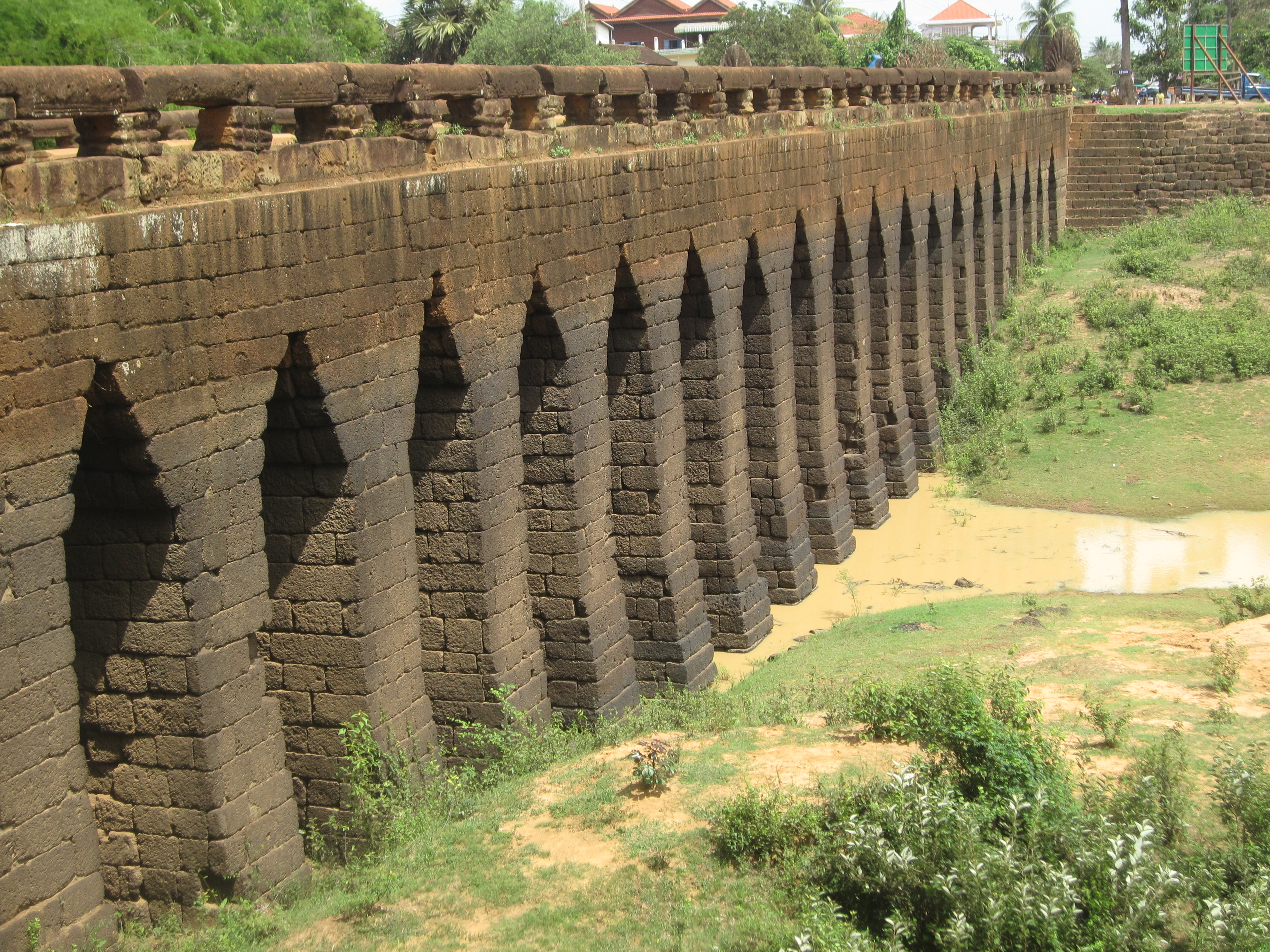
The bridge's corbel arches.
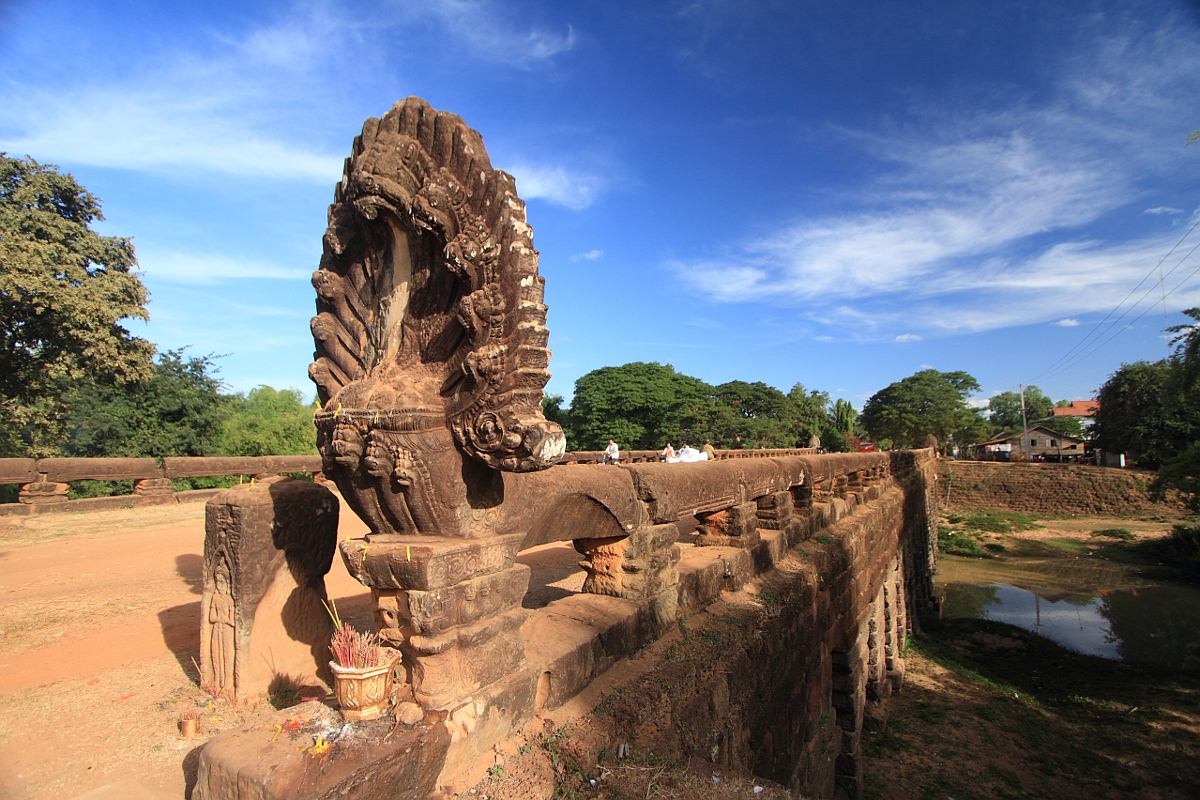
Spean Praptos
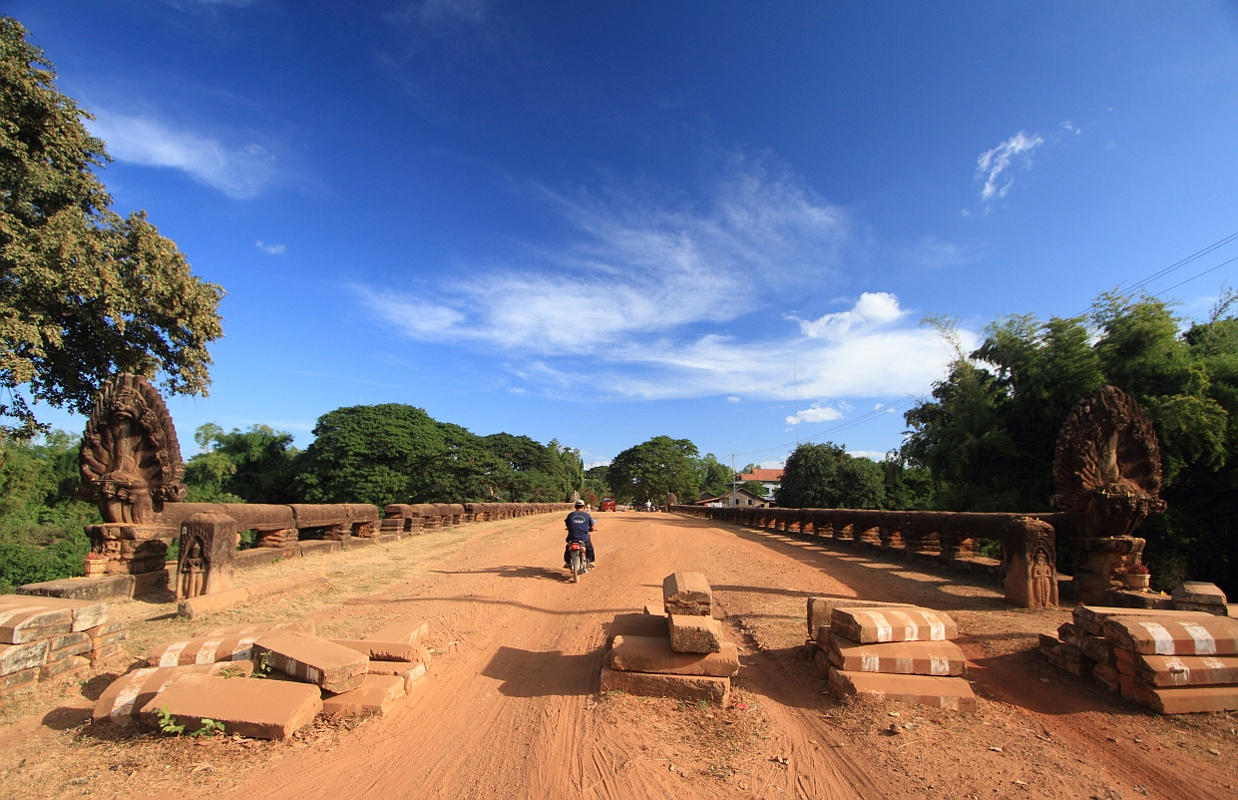
Trên mặt cầu

## Tham quan
Cầu tham quan cả ngày, miễn phí vé tham quan, xe không thể di chuyển trên cầu được. Có hai đường tham quan, con đường từ quốc lộ số 6 lên và đường vòng qua làng Kampong Kdei, cầu chảy qua con sông cùng tên. Sông này xưa kia khá lớn, tuy nhiên hiện nay do phù sa bồi đắp, lòng sông cạn nên không tàu bè không qua cây cầu này được. 